# Bozdere, Birecik
Bozdere là một xã thuộc huyện Birecik, tỉnh Şanlıurfa, Thổ Nhĩ Kỳ. Dân số thời điểm năm 2011 là 784 người.